# Lilian Baylis
Lilian Mary Baylis (Londres, 9 de mayo de 1874 –Londres, 25 de noviembre de 1937) fue una productora y directora de teatro inglesa. Dirigió los teatros Old Vic Sadler's Wells de Londres además de dirigir una compañía de ópera, que se convirtió en la English National Opera (ENO); una compañía de teatro, que evolucionó hasta convertirse en el National Theatre; y una compañía de ballet, que finalmente se convirtió en The Royal Ballet.
Colaboró con su tía Emma Cons en la administración del Royal Victoria Hall and Coffee Tavern, lugar que convirtió en el Old Vic en 1912 y que fue famoso por sus producciones shakespearianas. Entre 1914 y 1923, el teatro puso en escena todas las obras de Shakespeare, algo que ninguna otra sala de teatral había logrado. En 1931 se encargó del abandonado Sadler's Wells Theatre, al que transformó en un centro de artes escénicas enfocado en ópera y ballet.

## Biografía
Lilian Baylis nació en Marylebone, Londres, Inglaterra. Sus padres fueron Newton Baylis y Elizabeth (Liebe) Cons. Ella era la mayor de seis hermanos y creció rodeada de música y actuaciones. Su madre era una cantante y pianista de éxito. La educación de Baylis se basaba en las artes. Comenzó a tocar y enseñar música a una edad temprana. Asistió a la escuela de St. Augustine, Kilburn. También tomó lecciones de violín con destacados profesionales, como John Tiplady Carrodus, quien fue el primer violín principal en Covent Garden.

### Sudáfrica
En 1891, la familia Baylis emigró a Sudáfrica cuando a su compañía "The Gypsy Revelers" se le ofreció un contrato a largo plazo para realizar una gira y actuar allí. Cuando era adolescente, Lilian tocaba el violín y la mandolina en "The Gypsy Revelers". También enseñó a los estudiantes de danza y música de su madre. Se ganaba la vida y tocaba en muchos conciertos. Cuando Baylis se enfermó y tuvo que someterse a una operación en los riñones, su familia se preocupó por su salud, especialmente porque el país estaba en crisis después de la redada de Jameson. Baylis regresó a Londres para recuperarse y su tía Emma Cons le ofreció un trabajo en The Royal Victoria Hall and Coffee Tavern (conocido como "The Old Vic"), que ella administraba. Después de haber pasado la mayor parte de su adolescencia en Sudáfrica, Baylis dejó atrás a su familia, muchos amigos cercanos y un novio.
Después de llegar a Londres, conoció a Beatrice Gordon Holmes, de 12 años, quien se convertiría en una amiga para toda la vida. Baylis había tenido una relación sentimental con el tío materno de Holmes en Johannesburgo, y solía bromear con Holmes diciendo: "Sabes, querida, si me hubiera casado con tu tío Jack, ¡tú serías mi sobrina!".

### El Old Vic
Baylis ayudó a Emma Cons a dirigir el Old Vic y gradualmente asumió más funciones de gestión en la realización de conciertos, proyecciones de películas, programas de conferencias y programas de variedades. Tras la muerte de Cons en 1912, Baylis se convirtió en arrendataria y obtuvo una licencia de teatro para el Royal Victoria Hall para comenzar a realizar representaciones teatrales.
Al principio, Baylis estaba interesada en la ópera, que prefería a cualquier otra forma de arte. Unió fuerzas con Charles Corri para organizar y realizar óperas en el Old Vic con una pequeña orquesta y recursos limitados. Las obras de teatro fueron presentadas al Old Vic por Rosina Filippi y su marido, Matheson Lang y Hutin Britton, y Sir Philip Ben Greet. Las obras de William Shakespeare se representaban a menudo y Baylis afirmó que el Old Vic se había convertido en la "Casa de Shakespeare" de Londres. En el período previo al 300 aniversario de la publicación del First Folio, Baylis produjo todas las obras de Shakespeare, incluso las que sabía que probablemente no generarían muchas ventas de entradas. La tradición de hacer Shakespeare en el Old Vic continuó durante muchos años y artistas como John Gielgud y Laurence Olivier estaban dispuestos a trabajar por salarios bajos si podían interpretar los grandes papeles de Shakespeare.

### Sadler's Wells Theatre
En 1925, Baylis inició una campaña para reabrir el abandonado Sadler's Wells Theatre, algo que finalmente logró con una gala inaugural el 6 de enero de 1931 de una producción de Shakespeare, Noche de reyes protagonizada por John Gielgud como Malvolio y Ralph Richardson como Toby Belch. La adquisición de Sadler's Wells le permitió a Baylis desarrollar sus planes para una compañía de danza, algo que deseaba hacer desde 1928, cuando contrató a Ninette de Valois para mejorar el nivel de baile en óperas y obras de teatro en el Old Vic. Durante varios años, las compañías de ópera, teatro y ballet conocidas como "Vic-Wells" se movieron entre Old Vic y Sadler's Wells, pero en 1935 la compañía de ballet, que ahora incluía a Margot Fonteyn y Robert Helpmann, con apariciones especiales de Alicia Markova y Anton Dolin, solían actuar en Sadler's Wells. La dirección musical estuvo a cargo de Constant Lambert y la coreografía de las nuevas obras de De Valois y la estrella en ascenso Frederick Ashton. Los descendientes de la compañía de ballet en la actualidad son el Royal Ballet y el Birmingham Royal Ballet. Hoy en día, el Sadler's Wells Theatre es principalmente un lugar de danza.

### Avance de las estrellas
Los teatros Vic-Wells nutrieron las carreras de estrellas como Laurence Olivier, John Gielgud, Peggy Ashcroft, Sybil Thorndike, Edith Evans, Alec Guinness, Michael Redgrave, Maurice Evans y Ralph Richardson, y se hicieron famosos por sus elegantes producciones bajo la dirección artística de Tyrone Guthrie durante la década de 1930. En 1937, la producción de Hamlet de Guthrie se presentó en Elsinor en Dinamarca, con Olivier en el papel principal y Vivien Leigh como Ofelia. La primera actuación de Gielgud como Hamlet en 1930 fue la primera producción del Old Vic que fue representada en el West End. Baylis logró un éxito de casting en 1933 al presentar a Charles Laughton en el teatro después de que se había convertido en un nombre de reconocimiento mundial en la película La vida privada de Enrique VIII. Para explotar el interés del público en la película, eligió a Laughton como Enrique VIII de Shakespeare.

### Reconocimiento y muerte
Baylis recibió una maestría honoraria de la Universidad de Oxford por su trabajo en el teatro en 1924, siendo el cuarto honor de este tipo otorgado a una mujer por la universidad. En 1929 recibió la Orden de los Compañeros de Honor por su servicio a la nación. En 1934, la Universidad de Birmingham otorgó a Baylis un doctorado honorario. Una placa azul del Greater London Council conmemora a Baylis en su casa, 27 Stockwell Park Road en Stockwell, al sur de Londres y la Escuela de Tecnología Lilian Baylis, Kennington se llama así en su honor.
Tras una larga enfermedad, Baylis murió de un ataque al corazón el 25 de noviembre de 1937, a los 63 años en Lambeth, al sur de Londres, la noche antes de que Old Vic estrenara una producción de Macbeth protagonizada por Laurence Olivier y Judith Anderson. Fue incinerada en el Cementerio y Crematorio de East London, donde sus cenizas fueron esparcidas a petición suya. Hay una placa conmemorativa de Lilian Baylis en la Iglesia de los Actores, St Paul's, en el corazón de Covent Garden.

## Legado
En 1985, English National Opera creó un departamento de educación y extensión con el nombre de "Programa Baylis" llamado en honor a Lilian Baylis. El Programa Baylis (ahora llamado ENO Baylis) fue dirigido durante diez años por sus directores fundadores Rebecca Meitlis y David Sulkin. Los directores posteriores incluyeron a Steve Moffitt y Alice King-Farlow. En la tradición de Lilian Baylis, el trabajo de ENO Baylis se centra en aquellos que son nuevos en la ópera. Involucra alrededor de 12.000 personas cada año en una amplia gama de proyectos, eventos, cursos y representaciones, con el objetivo de desarrollar respuestas creativas a la ópera y el teatro musical; hacer nuevos trabajos con las comunidades y explorar la creatividad individual como un medio para brindar acceso a las producciones de ENO; y fomentar el aprendizaje y el desarrollo mediante la participación de artistas y la colaboración de recursos.
El actual Sadler's Wells Theatre tiene una sala de 200 asientos que lleva su nombre, y el National Theatre tiene una Lilian Baylis Terrace. El círculo superior en Old Vic se llama Lilian Baylis Circle. Un edificio en West Hampstead utilizado por ENO para ensayos y vestuario de producción se llama Lilian Baylis House. En Vauxhall, la escuela secundaria Lillian Baylis también recibe su nombre en su honor. Hay una Lilian Baylis Rose, y la Royal Victoria Hall Foundation administra los premios anuales Lilian Baylis para estudiantes de actuación prometedores. Una calle junto a la estación de Waterloo se llama Baylis Road.